# Gøngehøvdingen (film fra 1961)
 For alternative betydninger, se Gøngehøvdingen. (Se også artikler, som begynder med Gøngehøvdingen)
Gøngehøvdingen er en dansk film fra 1961, skrevet og instrueret af Annelise Hovmand efter Carit Etlars bog af samme navn.

## Handling
I krigsåret 1658 er vinteren så iskold og barsk at bælterne er frosset. Svenskekongen Karl X Gustav, der er draget med sin hær fra Tyskland og som nu opholder sig i Jylland, kan derfor uden problemer gå over bælterne med hele sin hær og videre mod København. På Sydsjælland kæmper gøngerne, under ledelse af Svend Poulsen, som kaldes for Gøngehøvdingen, mod den svenske overmagt. Svend får en uofficiel opgave af Kong Frederik 3.; Svend skal til Vordingborg Kirke for at hente 50.000 Rigsdaler og nogle værdipapirer, der tilhører Kongen. De skal bringes fra Vordingborg til København. Pengene skal benyttes til Københavns forsvar, og det er vigtigt at de når frem i tide. Svend får hjælp af sin svoger Ib Abelsøn og hele den store og gøngeflok. Sammen forsøger Svend og Ib at komme forbi de svenske linjer så lydløst som muligt, men det er ikke så let når man jagtes af en vanvittig gal tysk kaptajn og hans heks til guide.

## Medvirkende
- Svend "Gønge" Poulsen spilles af Jens Østerholm.
- Ib Abelsøn spilles af Dirch Passer.
- Kaptajn Manheimer spilles af Hans Kurt.
- Kulsoen spilles af Birgitte Federspiel.
- Kong Frederik 3. spilles af Mogens Wieth.
- Inger Dam spilles af Ghita Nørby.
- Oberst Sparre spilles af Georg Årlin.
- Tam spilles af Ove Sprogøe.
- Hans Nansen spilles af Asbjørn Andersen.